# Maurice Bourguin
Maurice Bourguin, född 10 december 1856 i Chateau-Thierry, Aisne, död 19 januari 1910 i Versailles, var en fransk nationalekonom.
Bourguin blev 1881 professor i förvaltnings- och statsrätt i Douai. Artikeln Des rapports entré Proudhon et Karl Marx (i Revue d'économie politique, 1892) tilldrog sig större uppmärksamhet, och han knöts till undervisningen i nationalekonomi vid universiteten i Lille 1896 och i Paris 1900 (professeur adjoint). 
Bourguin sammanfattade sin kritik av socialismen i det större arbetet Les systèmes socialistes et l'évolution économique (1904, tredje upplagan 1907), som gav honom Franska akademiens Wolowskipris 1906. I andra arbeten behandlade han arbetar- och agrarfrågor samt penning- och prisläran. Han blev betraktad som den främste representanten för tysk katedersocialism i Frankrike.